# Rapid City
Rapid City (Lakota Mni Lúzahaŋ Otȟúŋwahe ‚Stadt des schnellen Wassers‘) ist die zweitgrößte Stadt im US-Bundesstaat South Dakota mit 74.703 Einwohnern (Stand 2020, U.S. Census Bureau). Die 976 Meter hoch gelegene Stadt ist der Verwaltungssitz des Pennington County.
Beim Canyon-Lake-Dammbruch 1972 wurde die Stadt schwer verwüstet, 238 Menschen kamen ums Leben.

## Einwohnerentwicklung
| Jahr | Einwohner¹ |
| ---- | ---------- |
| 1980 | 46.492     |
| 1990 | 54.523     |
| 2000 | 59.607     |
| 2010 | 67.956     |
| 2020 | 74.703     |

¹ 1980 - 2020: Volkszählungsergebnisse

## Tourismus und Wirtschaft
Im Stadtzentrum sind die Bronzestatuen von 44 der bislang 46 US-Präsidenten in Lebensgröße an den Kreuzungen entlang der Main Street und der Saint Joseph Street (zwischen der 4th und der 9th Street) zu besichtigen. Informationen zum Rundgang sind im „President's Information Center“ an der Main Street, Ecke 7th Street erhältlich.
Am Stadtrand befindet sich eine Replik der Stabkirche von Borgund. Weitere Sehenswürdigkeiten sind ein historisches Gebäude der Feuerwehr, der Dinosaur Park mit Dinosaurier-Figuren, die auf einem Hügel platziert sind, sowie ein Stück der Berliner Mauer. Der wichtigste Wirtschaftsfaktor der Stadt ist der Tourismus. In der Nähe der Stadt befindet sich Mount Rushmore, eines der berühmtesten Denkmäler der USA, das jedes Jahr von ca. zwei Millionen Menschen besucht wird. Ferner entsteht derzeit 15 km südlich vom Mount Rushmore das Crazy Horse Memorial.
Ungefähr 20 Kilometer östlich der Stadt liegt die Ellsworth Air Force Base, ein weiterer wichtiger Arbeitgeber in der strukturschwachen Region. Dort befindet sich auch das South Dakota Air and Space Museum.

## Geschichte

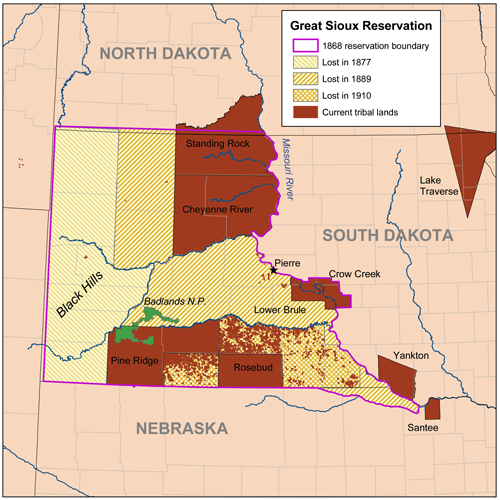
Karte der ursprünglichen Grenzen der Great Sioux Reservation, und die heutigen Grenzen der Reservate.

Die ersten Sioux-Indianer erreichten die Gegend um Rapid City um das Jahr 1775. Die Sioux waren eigentlich im östlich gelegenen Minnesota beheimatet. Die Migration der Sioux hatte mehrere Gründe. Einer war, dass die verfeindeten Cree-Indianer von den Franzosen mit Gewehren ausgerüstet worden waren, während die Sioux weiterhin mit Pfeil und Bogen kämpften. Ursprünglich waren die Sioux halb-sesshaft, betrieben im begrenzten Umfang Ackerbau und lebten von der Jagd und Fischerei. 1776 erreichten die ersten Lakota-Sioux-Indianer das Gebiet und die westlich gelegenen Black Hills. Dabei änderte sich die Kultur und das Leben der Lakota. Ihr Leben wurde nun von der Bison-Jagd dominiert. Tipis ersetzten Erd-Behausungen und Pferde begannen eine wichtige Rolle in ihrer Kultur zu spielen. Die Black Hills gelten den Lakota-Sioux als heilige Berge. Zudem stellen sie den Gegenstand zahlreicher Mythen der Lakota dar. Noch heute besuchen einige Stammesangehörige die spirituellen Orte in den Bergen, um ihre Religion auszuüben.
Zu dieser Zeit beanspruchten die Franzosen das Gebiet. Außer im Pelz-Handel waren sie aber nicht sonderlich aktiv. Bis auf einige verstreute Handelsposten entwickelten sie keine weiteren Siedlungs-Aktivitäten. 1803 kauften die Vereinigten Staaten das Gebiet von den Franzosen als Teil des Louisiana Purchase. Auch diese zeigten anfangs keine großen Siedlungs-Aktivitäten. Die Sioux waren als Krieger gefürchtet, eine Erschließung galt lange als ausgeschlossen.
Nach dem für die Sioux glücklich ausgegangenen Red-Cloud-Krieg (1866–1868) verhandelten die Sioux mit der amerikanischen Bundesregierung. Dabei reservierten sie sich durch den Vertrag von Fort Laramie 1868 große Gebiete. Der Vertrag legte das Gebiet des gesamten heutigen US-Bundesstaates South Dakota westlich des Missouri, einschließlich der Black Hills (von der Nordgrenze in Nebraska bis zum 46. Breitengrad und vom Missouri im Osten bis zum 104. Meridian im Westen) als Indianer-Land zur uneingeschränkten und unbehelligten Nutzung und Besiedlung durch die Great Sioux Nation fest. Die Great Sioux Reservation entstand. Dieses Gebiet schloss auch das Gebiet von Rapid City mit ein.
Eine nach dem Vertrag illegale Expedition unter George Armstrong Custer erkundete 1874 die Black Hills und fand in den Bergen Gold. Nach den Goldfunden versuchte die Regierung die Lakota zu einer Abtretung der Bergkette zu bewegen, allerdings ohne Erfolg. Goldsucher drangen rechtswidrig in das Gebiet ein, es entwickelte sich ein Goldrausch. Die Reservatsindianer unter Red Cloud lehnten einen Verkauf jedoch ab. Bestimmte Gruppen unter Sitting Bull, Crazy Horse und Gall hatten den Vertrag von 1868 ohnehin nie anerkannt und hielten sich außerhalb des Sioux-Reservats in den nicht abgetretenen Jagdgebieten auf. Im Dezember 1875 beschloss die Regierung, die Black Hills und damit das Gebiet um Rapid City den Indianern mit Gewalt zu entreißen. Sie setzte den Indianern ein Ultimatum, mitten im Winter in das Reservat „zurückzukehren“ und somit die Black Hills für die Weißen zu räumen. Abgesehen davon, dass viele Sioux und Nördliche Cheyenne gar nicht aus Reservaten stammten, in die sie hätten zurückkehren können, wäre es ihnen unmöglich gewesen, dem Ultimatum mitten im tiefsten Winter nachzukommen. Konflikte im Winter 1875/76 führten zum erneuten Einsatz Custers und des 7. Kavallerie-Regiments und der Schlacht am Little Bighorn im Juni 1876. Nach der endgültigen Niederlage der Indianer im Herbst desselben Jahres wurden 1877 das große Sioux-Reservat zerschlagen und den Lakota das gesamte Gebiet um Rapid City entzogen.
Rapid City, welches ursprünglich „Hay Camp“ hieß, wurde 1876 von enttäuschten Goldsuchern gegründet. Sie bewarben ihre Siedlung als „Gateway to the Black Hills“. John Richard Brennan, Samuel Scott und einige wenige andere Männer legten im Februar 1868 den Platz für die neue Siedlung fest, und zwar am Rapid Creek, einem Gebirgsbach. Ein Gebiet von einer Quadratmeile wurde abgesteckt und ein Geschäftsviertel entworfen. Rapid City diente primär zur Versorgung der Goldgräber in den Black Hills. Durch seine ideale Lage am Rande des Mittelgebirges wurde Rapid City in den 1890er Jahren zu einem Bahnknotenpunkt.

## Verkehr
Der Regionalflughafen Rapid City liegt 14 km südöstlich der Stadt.

## Sport
In der Stadt ist die Eishockeymannschaft Rapid City Rush beheimatet. Sie spielte zwischen 2008 und 2014 in der Central Hockey League, seit Oktober 2014 spielt sie in der East Coast Hockey League und trägt ihre Spiele im Rushmore Plaza Civic Center aus.

## Bildung
Rapid City ist Sitz der 1885 gegründeten South Dakota School of Mines and Technology, einem auf Wirtschaft spezialisierten technischem College. Maskottchen dieses Colleges ist der sogenannte Hardrocker.
Die Stadt hat 16 Elementary Schools, fünf Middle Schools und
drei höhere Schulen: Stevens- und Central High School und die RCAS Academy.

## Partnerstädte
Rapid City hat drei Partnerstädte:
- Apolda, Deutschland
- Imaichi, Japan
- Yangshuo, Volksrepublik China

Postleitzahlen: 57701, 57702, 57703.

## Klimatabelle
|                       | Jan   | Feb  | Mär  | Apr  | Mai  | Jun  | Jul  | Aug  | Sep  | Okt  | Nov  | Dez   |   |       |
| Mittl. Tagesmax. (°C) | 1,0   | 3,4  | 7,7  | 14,4 | 20,1 | 25,4 | 30,1 | 29,5 | 23,6 | 16,9 | 8,2  | 2,0   | ⌀ | 15,3  |
| Mittl. Tagesmin. (°C) | −11,8 | −9,3 | −5,4 | 0,1  | 5,7  | 10,9 | 14,6 | 13,4 | 7,5  | 1,6  | −5,1 | −10,7 | ⌀ | 1     |
|                       |       |      |      |      |      |      |      |      |      |      |      |       |   |       |
| Niederschlag (mm)     | 9,9   | 13,2 | 26,2 | 48,0 | 68,1 | 77,7 | 51,8 | 42,4 | 31,2 | 27,9 | 14,2 | 11,9  | Σ | 422,5 |
|                       |       |      |      |      |      |      |      |      |      |      |      |       |   |       |
| Sonnenstunden (h/d)   | 5,1   | 6,2  | 7,3  | 8,1  | 8,6  | 9,6  | 10,9 | 10,2 | 8,5  | 7,2  | 5,2  | 4,7   | ⌀ | 7,6   |
|                       |       |      |      |      |      |      |      |      |      |      |      |       |   |       |
| Regentage (d)         | 3,1   | 3,6  | 5,2  | 6,8  | 8,4  | 8,5  | 6,4  | 5,4  | 4,7  | 3,8  | 3,6  | 3,4   | Σ | 62,9  |
|                       |       |      |      |      |      |      |      |      |      |      |      |       |   |       |
| Luftfeuchtigkeit (%)  | 64    | 65   | 64   | 59   | 61   | 62   | 56   | 53   | 54   | 54   | 62   | 65    | ⌀ | 59,9  |

| −11,8 |

| −9,3 |

| −5,4 |

| 0,1 |

| 5,7 |

| 10,9 |

| 14,6 |

| 13,4 |

| 7,5 |

| 1,6 |

| −5,1 |

| −10,7 |

| −11,8 |

| −9,3 |

| −5,4 |

| 0,1 |

| 5,7 |

| 10,9 |

| 14,6 |

| 13,4 |

| 7,5 |

| 1,6 |

| −5,1 |

| −10,7 |

## Söhne und Töchter der Stadt
- Sharon Moe (1942–2025), Musikerin und Komponistin
- Paula England (* 1949), Soziologin
- Karen Thurman (* 1951), Politikerin, Vertreterin von Florida im US-Repräsentantenhaus
- Michael Owen Jackels (* 1954), römisch-katholischer Geistlicher, Erzbischof von Dubuque
- Lawrence Lessig (* 1961), Rechtswissenschaftler
- Diane Gaidry (1964–2019), Schauspielerin
- Layne Flack (1969–2021), professioneller Pokerspieler
- Lincoln McIlravy (* 1974), Ringer
- Becky Hammon (* 1977), US-amerikanisch-russische Basketballspielerin und -trainerin
- Shane van Boening (* 1983), Poolbillardspieler
- Jana Lindsey (* 1984), Freestyle-Skierin
- Emily Graslie (* 1989), Online-Wissenschaftsjournalistin
- Tomi Lahren (* 1992), Journalistin
- Jakeb Sullivan (* 1994), American-Football-Spieler
- Madison Lawlor (* 1995), Schauspielerin
- Tamara Gorman (* 1996), Triathletin
- Taylor Knibb (* 1998), Triathletin und Radrennfahrerin
- Brett Clark (* 20. Jahrhundert), Soziologe